# .xxx
.xxx (تُنطق "دوت ثلاث إكس" أو "دوت إكس إكس إكس")، هو نطاق من المستوى الأعلى يستخدم للمواقع الإباحية على الإنترنت، المنظمة الراعية هي المؤسسة الدولية للمسؤولية عبر الإنترنت (IFFOR). يتم تشغيل النطاق بواسطة شركة ICM Registry LLC. صوت مجلس إدارة آيكان بالموافقة على هذا النطاق في 18 مارس 2011. وبدأ تشغيله في 15 أبريل 2011.
دخل النطاق فترة التسجيل المبكر (sunrise) في 7 سبتمبر 2011 في الساعة 16:00 بالتوقيت العالمي المنسق، وانتهت هذه الفترة في 28 أكتوبر 2011. تلتها فترة التسجيل العام (landrush) من 8 نوفمبر حتى 25 نوفمبر، وبدأ التوفر العام للنطاق في 6 ديسمبر 2011.

## نبذة
اقترح إنشاء نطاق gTLD (نطاق المستوى الأعلى العام) المخصص للمحتوى الجنسي الصريح كحل لتخفيف الصراع بين الأطراف التي ترغب في تقديم هذا المحتوى والوصول إليه عبر الإنترنت، وبين من يسعون لمنع الوصول إليه، مثل الآباء وأصحاب العمل الذين يهدفون لحماية الأطفال والمراهقين أو تقليل التشتت في بيئات العمل.
يجادل مؤيدو الفكرة بأنها ستسهل على الآباء وأصحاب العمل حظر النطاق بالكامل بدلاً من استخدام تقنيات تصفية المحتوى الأكثر تعقيدًا وعرضة للأخطاء، دون فرض أي قيود على من يرغبون في الوصول إلى هذا المحتوى. ومع ذلك، أعرب ناشرو مواقع المحتوى الصريح عن خشيتهم من أن استخدام نطاق واحد مثل .xxx قد يجعل مواقعهم أكثر عرضة للحظر الجماعي من قبل محركات البحث أو الحكومات ويسهل على محركات البحث حظر جميع محتوياتهم مما يهدد استمرارية أعمالهم.
أما منتقدو الفكرة فيرون أنه نظرًا لعدم وجود إلزام على مزودي المحتوى الجنسي باستخدام هذا النطاق، فإن المواد الجنسية الصريحة ستظل موجودة في نطاقات أخرى، مما يجعل الفكرة غير فعالة في تقييد الوصول. كما أنه يمكن أن يؤدي إلى سباق جديد لتسجيل أسماء نطاقات .xxx من قبل أصحاب نطاقات .com التي تستضيف محتوى صريح، مما يخلق منافسة مع مشغلين يأملون في تسجيل أسماء مرغوبة غير متاحة في نطاقات أخرى. وهناك مخاوف أيضًا من أن يؤدي وجود نطاق .xxx إلى تشريعات تجعل استخدامه إلزاميًا للمحتوى الجنسي الصريح، مما يثير نزاعات قانونية بشأن تعريف "المحتوى الجنسي الصريح"، وحقوق حرية التعبير، والاختصاص القانوني.
كما ظهرت مؤشرات مبكرة تفيد بأن بعض أسماء نطاقات .xxx تستخدم ليس بهدف التركيز على المحتوى الإباحي، بل للاستفادة من الدلالات المرتبطة بها كجزء من استراتيجيات تسويقية. مثال على ذلك تسجيل النطاق kite.xxx، الذي يركز على رياضة ركوب الأمواج بالطائرات الورقية (كيت سيرف)، مستفيدًا من الدلالات الجنسية كوسيلة للفكاهة والترويج. مثال آخر هو تسجيل النطاق popebenedict.xxx، الذي احتوى على محتوى مؤيد للإسلام رغم تسميته على اسم البابا بنديكت السادس عشر.
تُظهر هذه الاستخدامات أن نطاق ".xxx" قد لا يكون مخصصًا فقط للمحتوى الجنسي، بل قد يُستغل بطرق إبداعية لتحقيق أهداف متنوعة.

## الجدل والموافقة النهائية
اقترح نطاق .XXX لأول مرة في عام 2000 من قبل شركة ICM Registry، وأعيد تقديمه في عام 2004، لكنه واجه معارضة شديدة من السياسيين والمجموعات المحافظة.
في 1 يونيو 2005، أعلنت منظمة آيكان عن موافقة مبدئية لاعتماد نطاق .XXX كنطاق من المستوى الأعلى المخصص (sTLD)، مشابهًا لنطاقات مثل .aero و.travel. أوضحت ICM أنها ستفرض رسوم تسجيل سنوية قدرها 60 دولارًا لكل نطاق. ومع ذلك، في ديسمبر 2005، تم استبعاد مناقشة تنفيذ نطاق .XXX من جدول أعمال اللجنة الاستشارية الحكومية التابعة لآيكان، مما أثار الشكوك حول مستقبله. في مارس 2006، أرسلت اللجنة الاستشارية الحكومية رسالة إلى مجلس إدارة آيكان تعبر فيها عن قلقها بشأن هذا النطاق. وفي 10 مايو 2006، تراجعت آيكان عن موافقتها المبدئية. لاحقًا، في 6 يناير 2007، أعادت آيكان طرح اقتراح معدّل للتعليق العام بعد إدخال تغييرات على سياسة سجل ICM، تضمنت مراقبة المواقع التي تسجل ضمن نطاق .XXX. ومع ذلك، في 30 مارس 2007، رفض مجلس إدارة آيكان الاقتراح للمرة الثالثة.
في 6 يونيو 2008، ووفقًا لإجراءات آيكان، قدمت ICM طلبًا إلى المركز الدولي لتسوية المنازعات لإجراء مراجعة مستقلة للطعن في قرار آيكان. أصبحت القضية تُعرف باسم ICDR Case No. 50 117 T 00224 08. وفي سبتمبر 2009، عُقدت جلسة استماع في واشنطن العاصمة، حيث قدمت الأطراف أدلة وشهادات. وفي 19 فبراير 2010، أصدرت لجنة المراجعة المستقلة التابعة للمركز الدولي لتسوية المنازعات، المؤلفة من ستيفن إم. شويبل، وجان بولسون، وديكران تيفريزيان، إعلانها. خلصت اللجنة إلى أن طلب نطاق .XXX يستوفي معايير الرعاية المطلوبة، وأن مجلس إدارة آيكان لم يطبق سياسته بطريقة موضوعية وعادلة عند إعادة النظر في القرار.
في اجتماع آيكان المنعقد في نيروبي في مارس 2010، قرر المجلس مراجعة "خيارات العملية". وفي 26 مارس 2010، فُتح باب التعليقات العامة لمدة 45 يومًا. وفي اجتماع آيكان في بروكسل في يونيو 2010، قرر المجلس استئناف العملية، بما في ذلك إجراء استشارات مع اللجنة الاستشارية الحكومية وتنفيذ إجراءات العناية الواجبة.
في 18 مارس 2011، وافق مجلس إدارة آيكان على تنفيذ اتفاقية السجل مع ICM لنطاق المستوى الأعلى المخصص .XXX. وبلغت نتيجة التصويت تسعة أصوات مؤيدة، وأربعة معارضة، وثلاثة ممتنعين.
توقعت ICM تحقيق إيرادات تتجاوز 200 مليون دولار سنويًا من تسجيل ما بين 3 إلى 5 ملايين نطاق، مع اعتماد العديد من الشركات على تسجيل نطاقاتها بشكل دفاعي لحماية علاماتها التجارية.